# Daphnis callusia
Daphnis callusia är en fjärilsart som beskrevs av Rothschild och Jordan 1916. Daphnis callusia ingår i släktet Daphnis och familjen svärmare. Inga underarter finns listade i Catalogue of Life.